# Холаргос (баскетбольный клуб)
«Холаргос» (греч. Α.Ε. Χολαργού) — греческий баскетбольный клуб, базирующийся в муниципалитете Холаргос, пригороде Афин. Выступает в чемпионате Греции по баскетболу. Основан в 1982 году, домашней площадкой клуба является ПАнтонис Трицис Холл вместимостью 1000 зрителей.

## История клуба
Клуб начал функционировать в сезоне 1982-82 годов как баскетбольная секция.
В 2009 году «Холаргос» появился в розыгрыше национального чемпионата, в Лиге С. В 2012 году клуб попал в греческую Лигу В, в которой провёл три сезона.
В 2016 году клуб был объединен с БК «Левадия», а основной целью объединения стало получение места для объединенной команды во втором дивизионе, Лиге А2. В летнем межсезонье 2016 год в рамках трансферной компании команде удалось заполучить нескольких хороших исполнителей, в том числе выступавших ранее на высшем уровне: Никоса Ангелопулоса, Георгиоса Апостолидиса, Георгиоса Цакоса, Игора Милошевича и Кевина Бликера, который стал первым негреческим баскетболистом, с которым команда заключила полноценный контракт.
В 2018 году «Холаргос» после победы в финале Лиги А2 над «Аполлоном» (Патры) получил возможность впервые в истории выступить в Лиге А1, высшем дивизионе Греции. В первом сезоне командой руководил Арис Ликогианнис.